# 双钩蔽蛛
双钩蔽蛛（学名：Lathys dihamata）为卷叶蛛科蔽蛛属的动物。在中国大陆，分布于辽宁等地，主要生活于草丛以及落叶层。